# عين فرزان
فرزان أو الفرزة عين تقع في قرية البدع في محافظة الخرج في السعودية، من أهم المجاري المائية التي كانت تسقي بلدة السلمية التاريخية، يعود تاريخ «عين فرزان» إلى عصر ما قبل الإسلام، ويبلغ عمقها 10 – 12 م، فيما يصل طولها إلى نحو 4,500 م، إذ تمتد من جبال فرزان وتمضي باتجاه بلدة السلمية، وتوجد على المجرى قناطر تتكون من سقف جملوني ترتفع نحو متر ونصف المتر، ولغزارة مياه المجرى في أولها فإن فتحات القناطر واسعة من بدايتها ثم تضيق تدريجيًا إلى نهايتها. وقد كانت هذه العين تسقي منطقة زراعية خاصة بالملك عبد العزيز آل سعود. وهي الآن عين جافة ولكن آثارها باقية، وتعد من أبرز الآثار التاريخية في محافظة الخرج.